# Juan Ponce de León
Juan Ponce de León (ur. 1460 lub 1474 roku w Santervás de Campos, zm. w lipcu 1521 w Hawanie) – hiszpański żeglarz, odkrywca i konkwistador.
Ponce de León był uczestnikiem drugiej wyprawy Krzysztofa Kolumba (25 września 1493 roku – 11 czerwca 1496 roku). Nie wrócił do Hiszpanii, ale osiadł na Hispanioli. W 1508 roku został gubernatorem wyspy Borriquen (dzisiejsze Portoryko). Był założycielem najstarszej na wyspie osady kolonizatorów. Jako gubernator krwawo rozprawiał się z Indianami. Pozbawiono go gubernatorstwa w 1511 roku.
De León słyszał od Indian Taino, jakoby na mitycznej wyspie Bimini istniało źródło wiecznej młodości. Zwykło się mówić, że de León uwierzył w legendę o Fontannie Młodości, w związku z czym zorganizował wyprawę na północ. Najprawdopodobniej jednak interesowało go przede wszystkim złoto oraz podbój nowych terytoriów. Niewielka flotylla udała się na północ w roku 1513. Po krótkiej żegludze de León odnalazł ląd. Wybrzeża dostrzeżono 27 marca, a nowo odkryty ląd nazwano Florydą w uznaniu dla zielonego krajobrazu tej ziemi, ale też dlatego, że był to okres Wielkanocy, który Hiszpanie nazywali Pascua Florida (Święto Kwiatów). De León wierzył, że odkrył wyspę. Opłynął półwysep od wschodu i zachodu, lecz nigdzie nie odnalazł legendarnego źródła.
De Leónowi przypisuje się także odkrycie Prądu Zatokowego. Jako pierwszy wspomniał o prądzie 22 kwietnia 1513 roku w dzienniku podróży, kiedy dwa z jego statków, mimo sprzyjającego wiatru, nie były w stanie poruszać się naprzód.
Po powrocie do Hiszpanii de León złożył raport z odkrycia rozległych ziem, co spowodowało zainteresowanie Hiszpanów eksploracją kontynentu. W 1521 roku zorganizował kolejną wyprawę mającą na celu poszukiwania źródła młodości. Tuż po wylądowaniu na Florydzie, Hiszpanie zostali zaatakowani przez rdzennych Indian Calusa. Podczas tych walk Ponce de León został raniony w nogę. Wycofał się i odpłynął na Kubę. Zmarł od rany w Hawanie.
Na cześć Juana Ponce de Leóna zostały nazwane miasta Ponce de Leon na Florydzie, oraz Ponce w Portoryko.